# (37378) 2001 VU76
2001 في يو 76 (ويعرف أيضًا باسم (37378) 2001 في يو 76 وفق تسمية الكوكب الصغير) (بالإنجليزية: 2001 VU76)‏ هو كويكب ضمن حزام الكويكبات؛ وترتيبه 37378 من حيث الاكتشاف.
اكتُشف هذا الجُرم الفلكي بواسطة بحث لنكولن عن الكويكبات القريبة من الأرض في 12 نوفمبر 2001.

## وصلات خارجية
- (37378) 2001 VU76 في قاعدة بيانات مختبر الدفع النفاث لأجرام النظام الشمسي الصغيرة

- الاكتشاف · مخطط المدار ·  العناصر المدارية · المعلمات المادية

- (37378) 2001 VU76 على موقع ويكي سكاي: DSS2, SDSS, GALEX, IRAS, Hydrogen α, X-Ray, Astrophoto, Sky Map, Articles and images